# CGC Viareggio 1997-1998
Questa voce raccoglie le informazioni riguardanti del CGC Viareggio nelle competizioni ufficiali della stagione 1997-1998.

## Stagione
Serie A2.

## Maglie e sponsor
| 1ª divisa | 2ª divisa |

## Organico

### Giocatori
Dati tratti dal sito internet ufficiale della Federazione Italiana Sport Rotellistici.
| N° | Naz.              | Ruolo | Sportivo           |  |  |  |
| -- | ----------------- | ----- | ------------------ |  |  |  |
|    | Italia (bandiera) | P     | Vannucci           |  |  |  |
|    | Italia (bandiera) | P     | Barozzi            |  |  |  |
|    | Italia (bandiera) | E     | Stefano Camporeggi |  |  |  |
|    | Italia (bandiera) | E     | Nicola Felicetti   |  |  |  |
|    | Italia (bandiera) | E     | Gemignani          |  |  |  |
|    | Italia (bandiera) | E     | Nicola Palagi      |  |  |  |
|    | Italia (bandiera) | E     | Emanuele Giordani  |  |  |  |
|    | Italia (bandiera) | E     | Strenghetto        |  |  |  |
|    | Italia (bandiera) | E     | Natante            |  |  |  |
|    | Italia (bandiera) | E     | Lenci              |  |  |  |
|    | Italia (bandiera) | E     | Crudeli            |  |  |  |
|    | Italia (bandiera) | E     | Fortuna            |  |  |  |
|    | Italia (bandiera) | E     | Brunelli           |  |  |  |
|    | Italia (bandiera) | E     | Deinite            |  |  |  |